# NGC 2393
NGC 2393 في الفهرس العام الجديد، هي مجرة، تقع في كوكبة التوأمان. اكتشفت في 7 فبراير 1885 بواسطة إدوارد ستيفان.

## روابط خارجية
- NGC 2393 على موقع ويكي سكاي: DSS2, SDSS, GALEX, IRAS, Hydrogen α, X-Ray, Astrophoto, Sky Map, Articles and images